# レモン・ドロップ
レモン・ドロップ（Lemon drop）は、レモン果汁、トリプルセック、シロップを使用して調製された、レモン風味の、甘酸っぱい香りのウォッカベースのカクテルである。ウォッカマティーニのバリエーション、または「手を加えたもの」として記述されている。典型的にはストレートで調製・提供される、すなわち氷で冷やし、濾過される。 
この飲料は、1970年代にカリフォルニア州サンフランシスコにあるバーのヘンリー・アフリカの設立者かつ所有者のNorman Jay Hobdayによって創作された。ブルーベリーやラズベリーのレモン・ドロップなど、さまざまなバリエーションがある。このカクテルは、米国のいくつかのバーやレストラン、そして世界中の酒場で提供されている。

## 概要

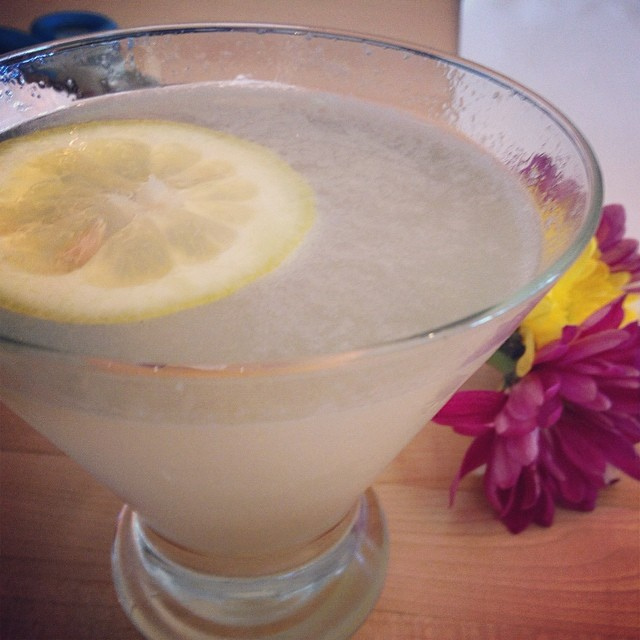
輪切りレモン添えレモン・ドロップ

レモン・ドロップはレモン味の甘酸っぱい風味のカクテルであり、甘味と酸味成分により、お互いが対比、バランスをとるのに役立っている。レモンジュース、トリプルセック、シロップを加えたウォッカベースのカクテルである。その調製には、シトロンウォッカのようなプレーンまたはシトラス風味のウォッカを使用できる。レモン風味のウォッカも時には使用される。絞りたてのレモン果汁を使用することもでき、市販のレモン果汁を使用するよりもおいしくなる.。 いくつかのバージョンは、 マイヤーレモンのジュースを使って作られている。 
コアントローのトリプルセックは、いくつかのバージョンで使用されており、レモン果汁を加えたシロップを使用して調製できる 。 サワーミックス、カクテルミキサーを使用して調製されたバージョンもある。装飾として、レモンのホイール（輪切り）、ウェッジ（扇形）、ゼスト（表皮を掻き取ったもの）、ツイストが時々使用されている ショウガシロップおよびラベンダーエキスなどの追加の成分もまた、カクテル調製に使用することができる。
レモンドロップは通常ストレートでつくられる、すなわち氷と一緒にシェークまたは混ぜられ、濾し取り、マティーニ・グラスのような脚のついたグラスで提供される。グラスの縁に砂糖がつけられるが、それは、グラスの縁を水またはレモン汁で濡らし、次に砂糖を入れたリマー（バーテンダーが使用する浅いトレイ）に浸すことによって行われる。微粉末糖（バーシュガー、キャスターシュガー、ウルトラファインシュガーとも呼ばれる） は、標準的なグラニュー糖に比べてより細かく粉砕されており、時にカクテル調合用に使われる。

## 歴史
レモンドロップは、1969年にオープンしたカリフォルニア州サンフランシスコのロシアン・ヒル周辺にあるファーン・バー(植物で装飾されたバー) であるヘンリー・アフリカの創設者であり所有者であるNorman Jay Hobdayによって1970年代に創作された。もともとカクテルグラスで提供された。その名称は、おそらくレモンドロップキャンディーにちなんで名付けられた。その後、このカクテルは急速にサンフランシスコサロンに広がった。1990年代初頭には、しばしばシューターグラスまたはショットグラスで提供されるようになった。 

## バリエーション
このカクテルのバリエーションには、ブルーベリーとラズベリーを使って調合したものがある、これらのベリーで味付けされたウォッカまたは他の酒を使用する場合もある。カクテルの装飾として、これらベリーまたはレモンを添えて提供されることもある。ブルーベリー・レモン・ドロップは、ブルーベリーを混ぜることで調製され、ラズベリー・レモン・ドロップは、ピューレまたは粉砕ラズベリーを加えてつくる。 
グラスの縁に砂糖をつけたり、着色砂糖が使われる場合もある、それは着色料を砂糖に加えることによって調製される

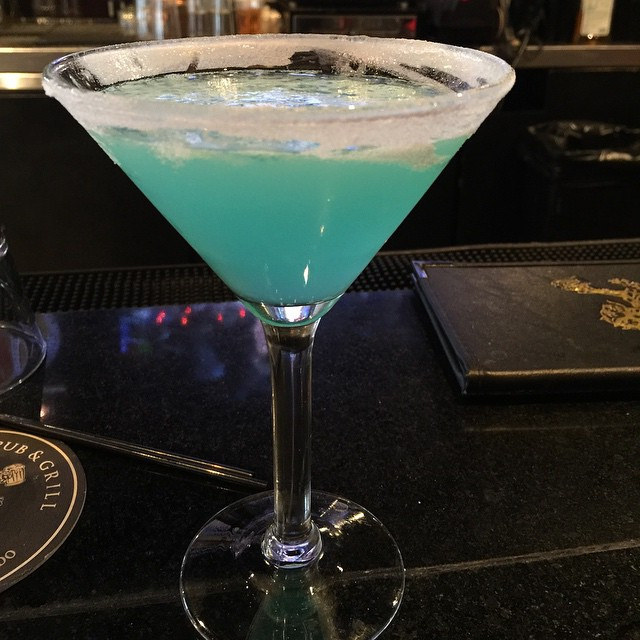
グラスの縁に砂糖をつけたブルーベリー・レモン・ドロップ
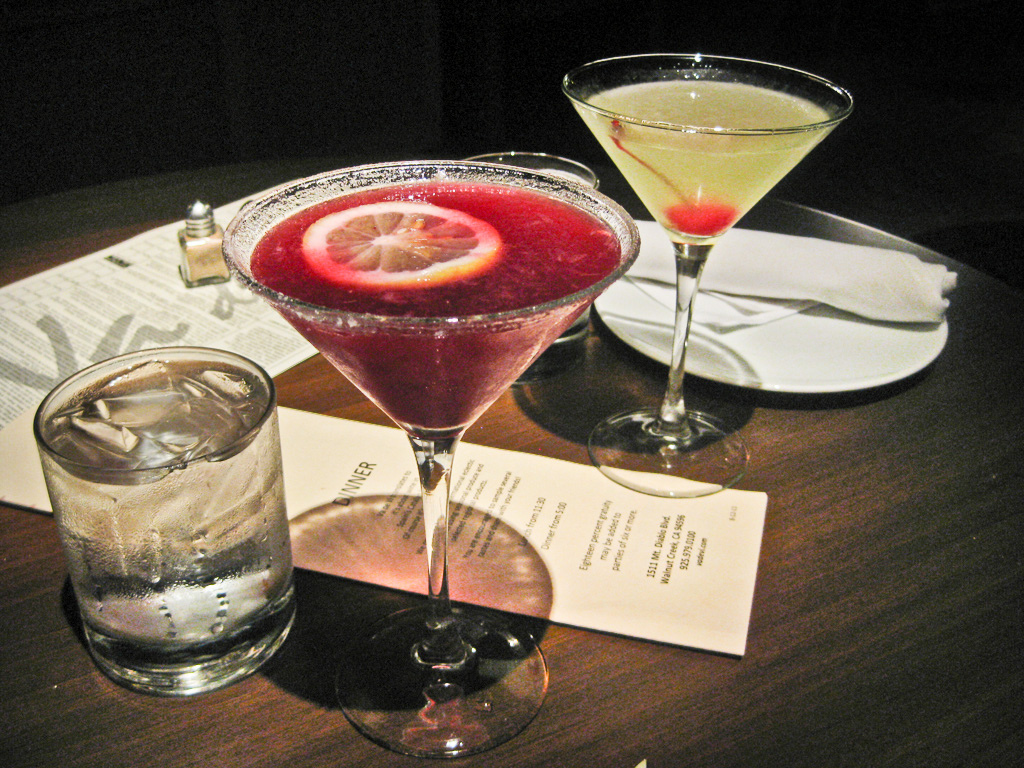
ブルーベリー・レモン・ドロップ（前）とアップルティーニ
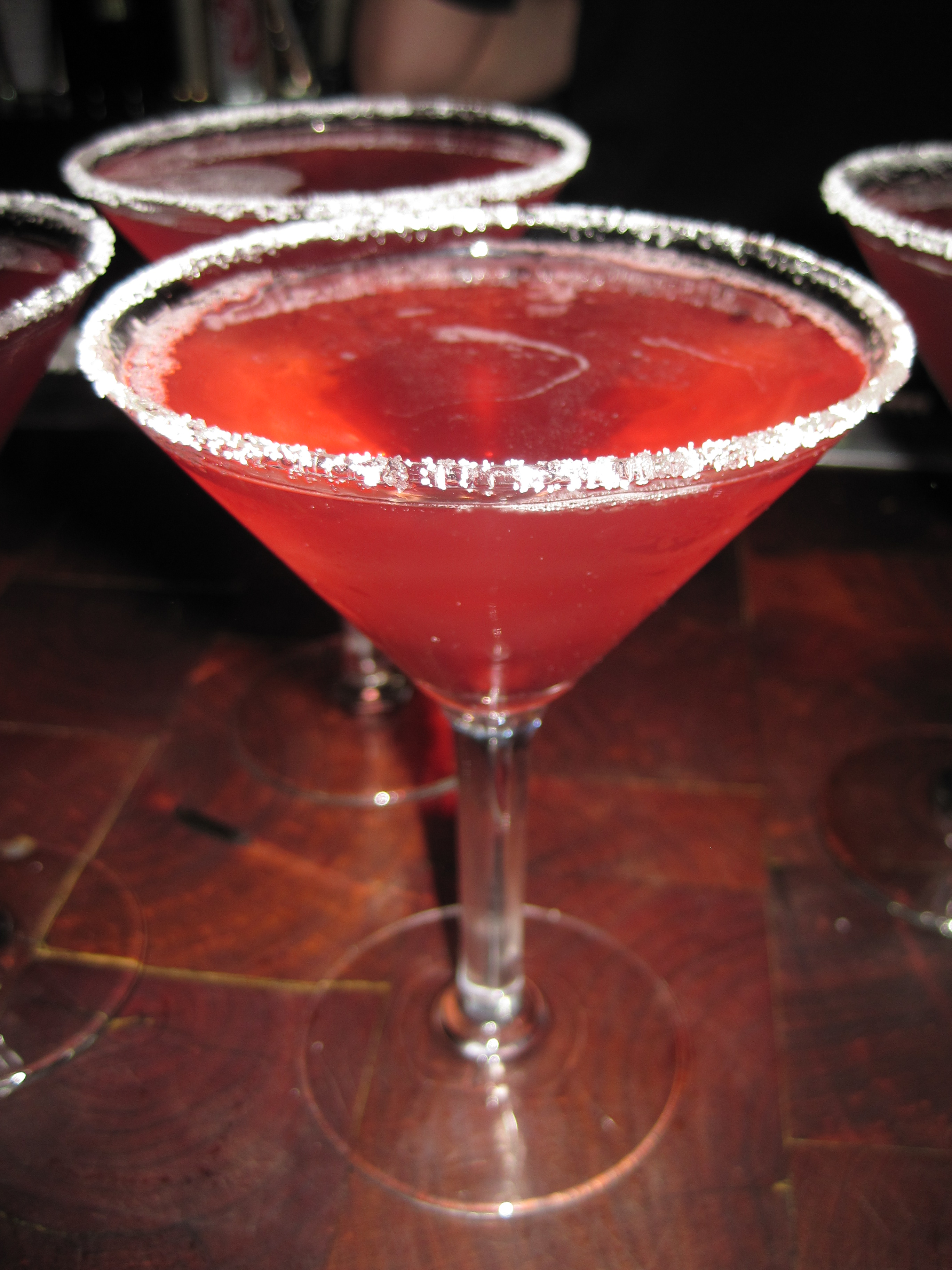
ラズベリー酒を使ったレモン・ドロップ・マティーニ
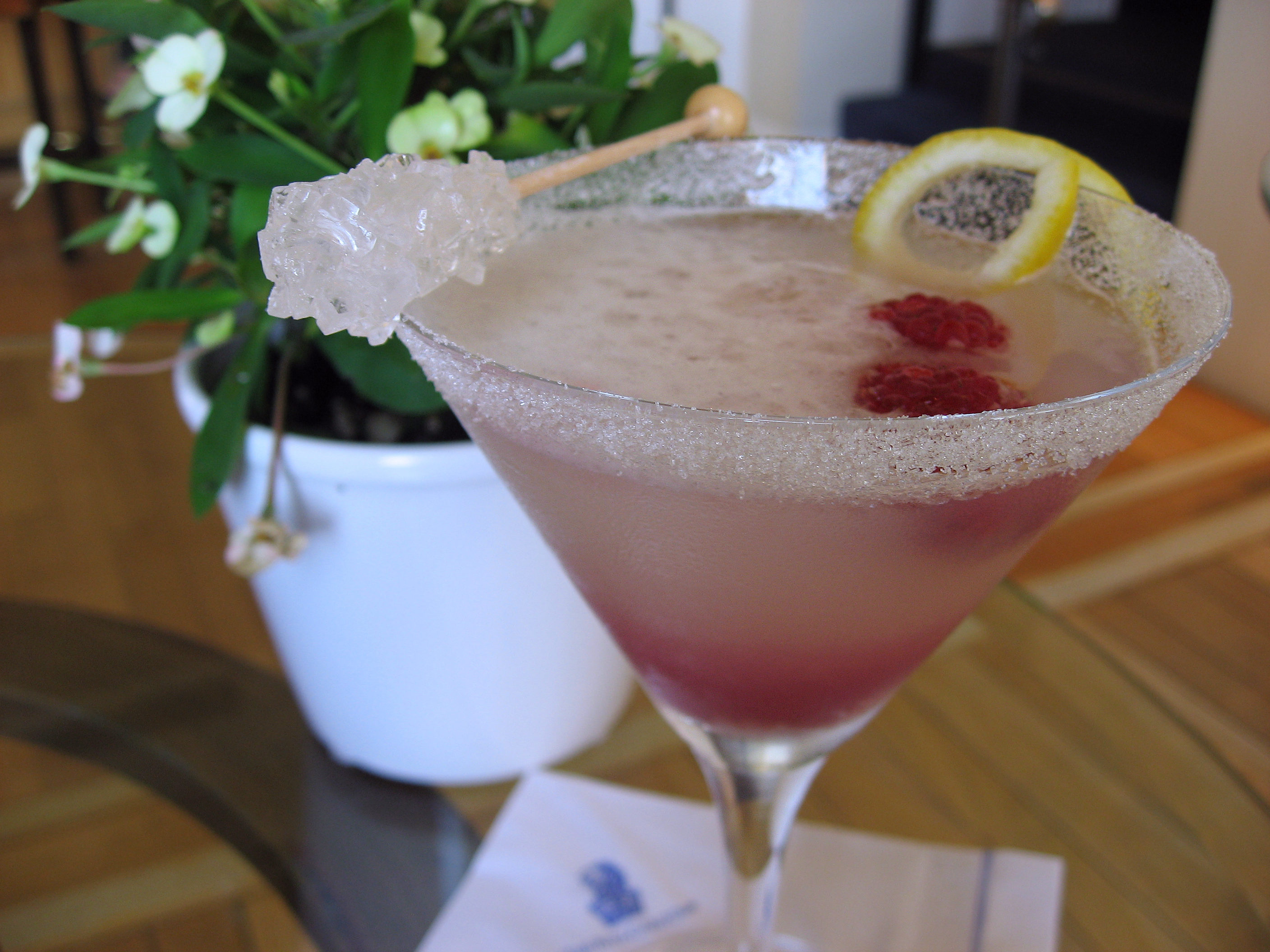
ラズベリー、レモン皮のツイスト、ロックキャンディーを添えたラズベリー・レモン・ドロップ

## 大衆文化
2006年には、オプラ・ウィンフリー・ショーで、オプラ・ウィンフリーとRachael Rayがレモン・ドロップを調合し紹介した これがきっかけで、このカクテルの人気は高まった。 

## 参照
- O'Connor, J.D. (2012年3月29日). “Now THAT Was a Classy Joint”.  Patch Media. 2015年12月12日閲覧。 “catering to the whimsy of well-heeled Yuppies in search of a member of the opposite gender, and one of Hobday's patented 'Lemon Drops'.”